# Lisa Morzenti
Lisa Morzenti (Seriate, 23 gennaio 1998) è un'ex ciclista su strada italiana, attiva tra le Elite dal 2017 al 2019.

## Palmarès
- 2015 (Juniores)

Campionati italiani, Prova a cronometro Juniores
- 2016 (Juniores)

Campionati europei, Prova a cronometro Juniores

## Piazzamenti

### Grandi Giri
- Giro d'Italia

2019: 89ª

### Classiche monumento
- Giro delle Fiandre

2018: ritirata
- Liegi-Bastogne-Liegi

2018: ritirata

### Competizioni mondiali
- Campionati del mondo

Richmond 2015 - Cronometro Juniores: 17ª
Doha 2016 - Cronometro Juniores: 2ª
Doha 2016 - In linea Juniores: 56ª
Bergen 2017 - Cronometro Elite: 24ª
Innsbruck 2018 - Cronosquadre: 9ª

### Competizioni europee
- Campionati europei

Tartu 2015 - Cronometro Juniores: 7ª
Tartu 2015 - In linea Juniores: 46ª
Plumelec 2016 - Cronometro Juniores: vincitrice
Plumelec 2016 - In linea Juniores: 36ª
Herning 2017 - Cronometro Under-23: 8ª
Brno 2018 - Cronometro Under-23: 25ª
Brno 2018 - In linea Under-23: ritirata